# Lopismo

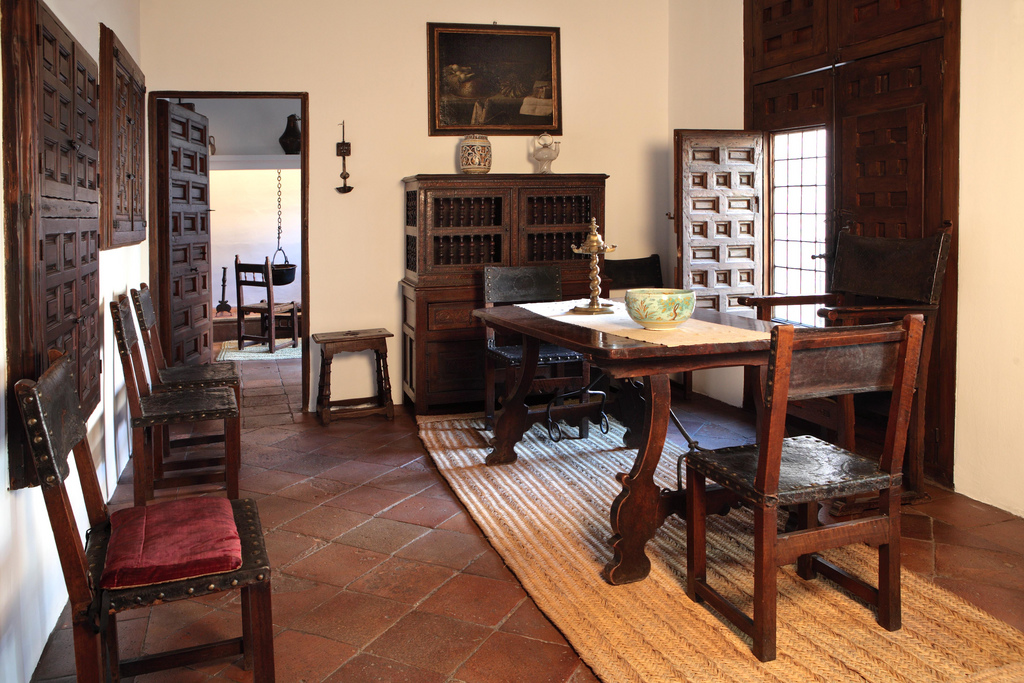
Detalle del interior de la Casa-Museo de Lope de Vega.

Se denomina lopismo a la corriente de la filología hispánica que se ha especializado en el estudio de la vida y obra de Lope de Vega, así como otras ramas estudian las de Cervantes (cervantismo), las de Quevedo (quevedismo), las de Calderón de la Barca (calderonismo), las de Tirso de Molina, Gracián, Galdós, etcétera.

## Lugares
Lugares que formaron parte de la vida diaria de Lope de Vega
- c/Mayor, 46-48, lugar donde se encontraba la casa donde nació en 1562. Placa conmemorativa.
- c/Arenal, 13, iglesia de San Ginés, lugar donde contrajo matrimonio con Isabel de Alderete y Urbina, el 10 de mayo de 1588. Lápida conmemorativa.
- c/Cervantes, 11, casa donde vivió y murió de 1610 a 1635, a comienzos del siglo XXI es la casa museo. Lápida conmemorativa real academia.
- c/Alcalá, 43, Convento de San Hermenegildo, donde cantó misa en 1614, hoy iglesia de San José. Placa conmemorativa del Ayuntamiento de Madrid.
- c/Atocha, 39, iglesia de San Sebastián, lugar donde está sepultado, y figura en los archivos de difuntos de la parroquia como Frey Lope de Vega y Carpio, 28 de agosto de 1635.